# Problème ouvert
En mathématiques, un problème ouvert est une question qui n'a pas été résolue ou une conjecture qui n'a pas été prouvée. 
En didactique des mathématiques, un problème ouvert (ou « problème pour chercher »)[réf. souhaitée] est une question posée à des élèves, à laquelle ils ne peuvent pas répondre rapidement par leurs connaissances. L'objectif est d'apprendre aux élèves à chercher et de les inciter à élaborer eux-mêmes (avec l'aide éventuelle d'un enseignant) les outils permettant de résoudre le problème. Un problème ouvert est censé être plus motivant pour beaucoup d'élèves, contrairement aux exercices d'entraînement, plus répétitifs. Il existe plusieurs modalités didactiques du problème ouvert, parmi lesquelles on peut citer :
- le travail en groupe tel que décrit par les membres de l'IREM de Lyon[1] ;
- la narration de recherche et la résolution collaborative de problème[2] ;
- le « Débat Scientifique en classe »[3] tel que décrit par le groupe de l'IREM de Grenoble initié par Marc Legrand ;
- les ateliers MATh.en.JEANS ;
- les situations de recherche pour la classe (SiRC[4]).